# スタディオ・ナツィオナーレPNF
スタディオ・ナツィオナーレ PNF (イタリア語: Stadio Nazionale PNF)は、イタリア, ローマにあったスタジアム。1934 FIFAワールドカップで使用されたりSSラツィオやASローマのホームスタジアムとなっていた。

## 概要
1953年にスタジアムは取り壊され、現在はスタディオ・フラミニオが建っている。

## 1934 FIFAワールドカップ
- 5月27日：1回戦 -  イタリア 7-1 アメリカ合衆国
- 6月3日：準決勝 -  ドイツ 1-3 チェコスロバキア
- 6月10日：決勝 -  イタリア 2-1 チェコスロバキア